# Salvador Sanchis Perales
Salvador Sanchis Perales (Albal, 1 de febrer de 1935) ha estat un polític valencià, diputat de les Corts Valencianes.

## Biografia
És un empresari valencià que en la dècada de 1980 fou tresorer de l'executiva provincial i membre de l'Executiva Regional d'Alianza Popular. Germà de Rafael Sanchis Perales, també diputat a les Corts Valencianes, i d'Ángel Sanchis Perales, diputat al Congrés dels Diputats i imputat en el Cas Naseiro.
Fou elegit diputat a les eleccions a les Corts Valencianes de 1983 i 1987. De 1983 a 1987 fou secretari de la Comissió de seguiment dels efectes de les riades de les Corts Valencianes. De 1987 a 1991 fou vicepresident de la Comissió Permanent no legislativa de Seguretat Nuclear de les Corts Valencianes.